# 야기 도모야
야기 도모야(일본어: 八木 智哉, 1983년 11월 7일 ~ )는 전 일본의 프로 야구 선수이다.

## 인물

### 프로 입단 전
가나가와현 요코하마시 호도가야구 출신으로 초등학교 2학년 때 현지 요코하마 시의 연식 야구 팀에서 야구를 시작했고, 중학생 시절에는 ‘요코하마 아사히 베이스볼 클럽’(横浜旭ベースボールクラブ)에 소속되어 전국 대회에 출전했다. 이후 야마나시현에 소재하고 있는 일본 항공 고등학교에 진학해 3학년 여름에 전국 고등학교 야구 선수권 대회에 출전 첫 경기인 나루토 공업고등학교와의 경기에서 11개의 탈삼진을 기록해 3차전에 진출하기도 했다.
소카 대학에 진학 후 1학년부터 벤치에 들어가 대학 통산 35승을 기록했고, 4학년 때인 2005년에 전일본 대학야구 선수권 대회에서는 49개 탈삼진을 기록해 대회 신기록을 수립했다. 같은 해 11월 2일의 요코하마 시장배 쟁탈 간토 지구 대학 야구 선수권 대회의 하쿠오 대학과의 경기에서 퍼펙트 게임을 달성했다. 이후 프로 야구 드래프트 회의에서 희망 입단 범위로 홋카이도 닛폰햄 파이터스에 입단했다(같은 해 11월 7일에 공시됨).

### 프로 입단 후

#### 2006년
3월 31일, 오릭스 버펄로스전(1차전)에 선발로 등판, 5이닝 무실점으로 호투해 프로 데뷔 첫 승리를 거두었다. 4월 15일 후쿠오카 소프트뱅크 호크스전(4차전)에서는 10회말까지 소프트뱅크 타선을 무안타와 무득점으로 처리했고(그러나 승리투수는 되지 않았다), 같은 해 퍼시픽 리그 신인왕으로 선정되었다. 11월 18일에 일반인 여성과 결혼을 했고 2006년 오프의 계약 갱신에서는 신인이면서도 대리인 제도를 이용해 신인하고는 거리가 먼 행동을 하여 화제를 불러 일으키기도 했다.

#### 2007년 ~ 2008년
그러나 이듬해 2007년에는 왼쪽 어깨의 통증으로 인한 영향으로 4승 6패라는 저조한 성적을 기록했고, 2008년에는 작년과 마찬가지로 왼쪽 어깨 통증이 오래 지속된 영향으로 인해 2군에서의 생활이 계속되어 프로 입단 후 개인 최저인 2경기에만 등판에 그쳤다.

#### 2009년
2군에서 기대 이상의 호투가 계속되면서 이후에 1군으로 승격되었다. 우천으로 지바 마린 스타디움(지바 롯데 마린스 전)에서 5회 강우 콜드 ‘완봉’, 그 다음 주에는 클리넥스 스타디움 미야기에서 완투승을 거두면서 신인이면서도 이길 수 없었던 세이부에도 승리를 거두는 등 완전 부활을 이루었다.

#### 2010년
3월 26일에 선발 등판했지만 것도 5이닝 9실점(8자책점)으로 제구력 난조를 보였고, 다음주에 있었던 등판에서도 4이닝에 2실점 7피안타 2사사구를 기록해 뚜렷한 성적을 내지 못하는 등 결국 2군으로 내려갔다. 6월 24일에는 1군에 복귀하면서 7월 7일에는 7이닝 2실점으로 시즌 첫 승리 투수가 되었지만 그 후에는 승리 투수로서의 요건을 갖추지 않을 정도의 부진을 겪어 평균자책점과 승리(1승)도 개인 최저 성적으로 끝났다.

#### 2011년
시즌 개막 직후 다르빗슈 유, 다케다 마사루, 바비 케펠, 브라이언 울프, 사이토 유키에 뒤를 잇는 6번째 투수로서 기용되었다. 초반 3경기에 선발했지만 그 이후에는 1군에서의 등판할 기회가 없고 그대로 시즌을 마쳤다.

#### 2012년
4월에는 3년 만에 완봉 승리를 거두는 등 전반기에는 호조를 유지하여 선발 로테이션의 일원으로서 활약했다. 그러나 8월에 들어가면서는 제구력 난조로 인해 부진을 겪게 되어 결국 2군으로 내려갔고 그 이후에는 1군에 복귀하지 못했다.

#### 2013년
1월 25일 팀동료인 이토이 요시오와 함께 기사누키 히로시, 아카다 쇼고, 오비키 게이지를 상대로 오릭스 버펄로스에 트레이드되어 이적했다. 이적 후 2013년 시즌 3경기 출전하여
승리없이 2패 방어율 8.18에 부진하였고 주로 2군에 머물렀다.

#### 2014년
전년도와 마찬가지로 3경기 출전하여 승리없이 방어율 7.36의 부진한 성적을 기록했고 10월 28일 전력외통보를 받고 방출되었다. 이후 12개 구단 합동 트라이아웃에 참가하여, 11월 18일 주니치 드래곤스에 입단하였다.

## 플레이 스타일
사이드 스로 기색의 스리쿼터로부터 날카로움이 좋은 공을 계속 내보내는 기교파이다. 스트레이트의 최고 속도는 144km/h와 속도는 없지만 자신있는 스크루에 가세해 슬라이더, 커브 등이 다채로운 변화구와 컨트롤이 주무기이다.

## 상세 정보

### 출신 학교
- 일본 항공 고등학교
- 소카 대학

### 선수 경력
- 홋카이도 닛폰햄 파이터스(2006년 ~ 2012년)
- 오릭스 버펄로스(2013년 ~ 2014년)
- 주니치 드래곤스(2015년 ~ 2017년)

### 수상·타이틀 경력
- 신인왕(2006년)
- 월간 MVP : 1회(2006년 5월)

### 개인 기록

#### 투수 기록
- 첫 등판·첫 선발 : 2006년 3월 31일, 대 오릭스 버펄로스 1차전(스카이마크 스타디움)
- 첫 탈삼진 : 상동.
- 첫 승리 : 상동.
- 첫 완투 : 2006년 5월 12일, 대 요코하마 베이스타스 1차전(삿포로 돔)
- 첫 완봉 : 2006년 5월 19일, 대 히로시마 도요 카프 1차전(히로시마 시민 구장)

#### 타격 기록
- 첫 안타·첫 타점 : 2006년 5월 19일, 대 히로시마 도요 카프 1차전(히로시마 시민 구장)

#### 기타
- 12회 연장 계투 노히트 노런(사상 최초) : 2006년 4월 15일, 대 후쿠오카 소프트뱅크 호크스 4차전(후쿠오카 Yahoo! JAPAN 돔)에서 다케다 히사시, 마이클 나카무라와 함께 달성. 이들 3명이서 후쿠오카 소프트뱅크 타선을 연장 12회까지 무안타·무득점으로 호투했다. 내역은 야기 1~10회, 다케다 11회, 마이클 12회였는데 ‘투수 3명이서 계투에 의한 노히트 노런’, ‘연장전의 계투에 의한 노히트 노런’은 모두 일본 프로 야구 사상 최초의 기록이다.
- 올스타전 출장 : 1회(2006년)

### 등번호
- 29(2006년 ~ 2012년)
- 27(2013년 ~ 2014년)
- 58(2015년 ~ )

### 연도별 투수 성적
| 연 도      | 소 속      | 등 판 | 선 발 | 완 투 | 완 봉 | 무 4 구 | 승 리 | 패 전 | 세 이 브 | 홀 드 | 승 률 | 타 자 | 이 닝 | 피 안 타 | 피 홈 런 | 볼 넷 | 고 4 | 몸 맞 | 탈 삼 진 | 폭 투 | 보 크 | 실 점 | 자 책 점 | 평 자 책 | W H I P |
| ---------- | ---------- | ----- | ----- | ----- | ----- | ------- | ----- | ----- | -------- | ----- | ----- | ----- | ----- | -------- | -------- | ----- | ---- | ----- | -------- | ----- | ----- | ----- | -------- | -------- | ------- |
| 2006년     | 닛폰햄     | 26    | 26    | 5     | 3     | 3       | 12    | 8     | 0        | 0     | .600  | 683   | 170.2 | 134      | 12       | 51    | 5    | 3     | 108      | 3     | 0     | 54    | 47       | 2.48     | 1.08    |
| 2007년     | 닛폰햄     | 15    | 15    | 0     | 0     | 0       | 4     | 6     | 0        | 0     | .400  | 370   | 85.1  | 99       | 12       | 20    | 0    | 4     | 36       | 1     | 1     | 45    | 43       | 4.54     | 1.39    |
| 2008년     | 닛폰햄     | 2     | 2     | 0     | 0     | 0       | 1     | 1     | 0        | 0     | .500  | 49    | 10.2  | 14       | 3        | 2     | 0    | 2     | 10       | 0     | 0     | 8     | 8        | 6.75     | 1.50    |
| 2009년     | 닛폰햄     | 20    | 20    | 3     | 1     | 0       | 9     | 3     | 0        | 0     | .750  | 501   | 122.0 | 115      | 16       | 40    | 1    | 5     | 76       | 3     | 0     | 41    | 39       | 2.88     | 1.27    |
| 2010년     | 닛폰햄     | 9     | 9     | 0     | 0     | 0       | 1     | 4     | 0        | 0     | .200  | 182   | 39.0  | 47       | 10       | 18    | 0    | 4     | 27       | 1     | 0     | 31    | 30       | 6.92     | 1.67    |
| 2011년     | 닛폰햄     | 3     | 3     | 0     | 0     | 0       | 1     | 1     | 0        | 0     | .500  | 68    | 15.0  | 17       | 0        | 4     | 0    | 2     | 4        | 2     | 0     | 7     | 7        | 4.20     | 1.40    |
| 2012년     | 닛폰햄     | 13    | 13    | 1     | 1     | 0       | 6     | 3     | 0        | 0     | .667  | 285   | 66.2  | 67       | 4        | 16    | 1    | 6     | 37       | 3     | 0     | 27    | 25       | 3.38     | 1.25    |
| 2013년     | 오릭스     | 3     | 3     | 0     | 0     | 0       | 0     | 2     | 0        | 0     | .000  | 51    | 11.0  | 15       | 3        | 4     | 0    | 0     | 8        | 0     | 0     | 11    | 10       | 8.18     | 1.73    |
| 2014년     | 오릭스     | 3     | 1     | 0     | 0     | 0       | 0     | 0     | 0        | 0     | .000  | 18    | 3.2   | 6        | 0        | 1     | 0    | 0     | 2        | 0     | 0     | 3     | 3        | 7.36     | 1.91    |
| 2015년     | 주니치     | 14    | 11    | 0     | 0     | 0       | 4     | 6     | 0        | 0     | .400  | 257   | 59.2  | 63       | 10       | 22    | 0    | 2     | 45       | 4     | 0     | 30    | 26       | 3.92     | 1.42    |
| 통산：10년 | 통산：10년 | 108   | 103   | 9     | 5     | 3       | 38    | 34    | 0        | 0     | .528  | 2464  | 583.2 | 577      | 70       | 178   | 7    | 28    | 353      | 17    | 1     | 257   | 238      | 3.67     | 1.29    |

- 2015년 기준, 굵은 글씨는 시즌 최고 성적.